# Campionati del mondo di ciclismo su strada 2013 - Gara in linea femminile Elite
La gara in linea femminile Elite dei Campionati del mondo di ciclismo su strada 2013 è stata corsa il 28 settembre in Italia, da Montecatini Terme a Firenze, su un percorso di 139,65 km complessivi. L'olandese Marianne Vos ha vinto la gara con il tempo di 3h44'00", alla media di 37,406 km/h.
Partenza a Montecatini Terme con 141 cicliste, delle quali 46 tagliarono il traguardo a Firenze.

## Squadre e corridori partecipanti
| N.      | Cod. | Squadra               |
| ------- | ---- | --------------------- |
| 1-8     | NLD  | Paesi Bassi           |
| 9-16    | ITA  | Italia                |
| 17-23   | SWE  | Svezia                |
| 24-30   | USA  | Stati Uniti d'America |
| 31-37   | AUS  | Australia             |
| 38-43   | GER  | Germania              |
| 44-49   | RUS  | Russia                |
| 50-53   | GBR  | Gran Bretagna         |
| 54-59   | BEL  | Belgio                |
| 60-65   | CAN  | Canada                |
| 66-71   | FRA  | Francia               |
| 72-77   | POL  | Polonia               |
| 78      | RSA  | Sudafrica             |
| 79-83   | UKR  | Ucraina               |
| 84-86   | BRA  | Brasile               |
| 87-90   | NZL  | Nuova Zelanda         |
| 91-93   | COL  | Colombia              |
| 94      | LUX  | Lussemburgo           |
| 95-99   | LTU  | Lituania              |
| 100-102 | NOR  | Norvegia              |
| 103-105 | MEX  | Messico               |
| 106     | VEN  | Venezuela             |

| N.      | Cod. | Squadra             |
| ------- | ---- | ------------------- |
| 107-109 | SUI  | Svizzera            |
| 110-111 | CZE  | Repubblica Ceca     |
| 112-114 | THA  | Tailandia           |
| 115     | CRC  | Costa Rica          |
| 116-118 | AUT  | Austria             |
| 119-120 | JPN  | Giappone            |
| 121-123 | ESP  | Spagna              |
| 124-126 | SVN  | Slovenia            |
| 127-128 | FIN  | Finlandia           |
| 129     | DNK  | Danimarca           |
| 130     | HRV  | Croazia             |
| 131     | HUN  | Ungheria            |
| 132-133 | IRL  | Irlanda             |
| 134     | ISR  | Israele             |
| 135     | SRB  | Serbia              |
| 136     | MGL  | Mongolia            |
| 137     | LAT  | Lettonia            |
| 138     | PAR  | Paraguay            |
| 139     | SKN  | Saint Kitts e Nevis |
| 140     | ARG  | Argentina           |
| 141     | JOR  | Giordania           |

## Ordine d'arrivo (Top 10)
| Pos. | Corridore            | Squadra       | Tempo    |
| ---- | -------------------- | ------------- | -------- |
| 1    | Marianne Vos         | Paesi Bassi   | 3h44'00" |
| 2    | Emma Johansson       | Svezia        | a 15"    |
| 3    | Rossella Ratto       | Italia        | s.t.     |
| 4    | Anna van der Breggen | Paesi Bassi   | a 33"    |
| 5    | Evelyn Stevens       | Stati Uniti   | a 46"    |
| 6    | Linda Villumsen      | Nuova Zelanda | a 50"    |
| 7    | Tatiana Guderzo      | Italia        | a 52"    |
| 8    | Elisa Longo Borghini | Italia        | s.t.     |
| 9    | Tiffany Cromwell     | Australia     | a 1'40"  |
| 10   | Tat'jana Antošina    | Russia        | s.t.     |